# ...bugiardo più che mai... più incosciente che mai...
...bugiardo più che mai... più incosciente che mai... è il diciassettesimo album della cantante italiana Mina, pubblicato nel novembre 1969 dalla PDU.

## Descrizione
Nella prima edizione distribuita dalla Durium la copertina è apribile e reca una fotografia con uno sfumato tra immagine e fondo nero, tratta da un carosello girato nel 1969 per la Barilla con la regia di Valerio Zurlini, che usa la canzone Un colpo al cuore.
L'interno contiene una presentazione di Mario De Luigi.
Nelle successive ristampe della EMI la copertina è a busta chiusa, la sfumatura della foto sembra quasi mancare, la presentazione viene rimossa e non sarà presente neppure sulle ristampe in CD (PDU CPD 7902712).
È stato l'album più venduto nel 1970 e quell'anno è stato stampato anche su Stereo8 (PDU Z8SU 71024) e audiocassetta (PDU PMA 504).
Nel 2001 viene rimasterizzato per la nuova pubblicazione su CD (PDU 5355052) e distribuito in tutta Europa (Parlophone 2435355052). Dieci anni dopo (25 febbraio 2011) la Warner Music Italy rende disponibili i 12 brani per il download in formato digitale MP3.
Arrangiamenti, orchestra e direzione d'orchestra: Augusto Martelli, eccetto Emmanuelle (Gianni Ferrio) e Attimo per attimo (Berto Pisano).
Pubblicato come Mina nel 1970 in Argentina e nel 1971 in Uruguay (Fermata LF 156) con lo stesso elenco brani, ma i titoli delle canzoni tradotti in spagnolo. In Francia (Pathé 2C062-92079, 1971) invece ha mantenuto track list e titoli della versione italiana.

## I brani
Sono tutti inediti, eccetto Un'ombra/I problemi del cuore pubblicati a ottobre sul singolo di anticipazione e la canzone Non credere, con cui Mina aveva stranamente partecipato alla prima edizione della manifestazione Un disco per l'Europa tenutasi a Lugano nel 1969, pubblicata sul 45 giri in aprile e inserita a giugno nella raccolta Mina d'estate.
Altri due singoli sono stati estratti l'anno seguente.
Non c'è che lui è la cover di un brano presentato pochi mesi prima da Sonia e Armando Savini al Festival di Sanremo, senza riuscire ad entrare in finale.
Com açucar, com afeto è una canzone scritta da Chico Buarque de Hollanda, già incisa sia dall'autore, sia da Nara Leão nel 1967.
Emmanuelle e Attimo per attimo fanno parte rispettivamente delle colonne sonore dei film Io, Emmanuelle, diretto da Cesare Canevari nel 1969, e Sissignore, diretto e interpretato da Ugo Tognazzi nel 1968.

## Tracce
Lato A
1. Un'ombra – 3:22 (testo: Claudio Daiano, Paolo Limiti – musica: Roberto Soffici; edizioni musicali Fono Film / PDU)
2. Un giorno come un altro (Un premier jour sans toi) – 2:45 (Nino Ferrer; edizioni musicali Leonardi / PDU)
3. Una mezza dozzina di rose – 3:57 (testo: Mina, Paolo Limiti – musica: Augusto Martelli; edizioni musicali Peer / PDU)
4. Emmanuelle – 3:09 (testo: Antonio Amurri – musica: Gianni Ferrio; edizioni musicali CAM)
5. Com açucar, com afeto – 4:15 (Chico Buarque de Hollanda; edizioni musicali Astra)
6. Non c'è che lui – 3:36 (testo: Marisa Terzi[4] – musica: Carlo Alberto Rossi; edizioni musicali California)

Lato B
1. Bugiardo e incosciente (La tieta) – 6:16 (testo: Paolo Limiti – musica: Joan Manuel Serrat; edizioni musicali Southern / PDU)
2. I problemi del cuore – 3:44 (testo: Claudio Daiano – musica: Pino Massara; edizioni musicali PDU)
3. Ma è soltanto amore – 2:52 (testo: Giorgio Calabrese – musica: Gian Franco Reverberi; edizioni musicali Tikle / PDU)
4. Non credere – 4:06 (testo: Mogol, Ascri[5] – musica: Roberto Soffici; edizioni musicali Fono Film / PDU)
5. Il poeta – 2:58 (Bruno Lauzi; edizioni musicali M.E.C.)
6. Attimo per attimo – 3:16 (testo: Antonio Amurri – musica: Berto Pisano; edizioni musicali General / Slalom)

## Classifiche
L'album debutta nella classifica degli album direttamente in Top 10 nella settimana n. 50 del 1969. L'album scala la classifica e alla nona settimana di presenza raggiunge il primo posto scalzando Abbey Road. Totalizzerà 53 settimane consecutive, tra cui 27 non consecutive al primo posto, in Top 10 abbandonandola definitivamente il 19 dicembre 1970.
| Classifica (1970) | Posizione massima |
| ----------------- | ----------------- |
| Italia            | 1                 |